# Аношкино (Луганская область)
Ано́шкино (укр. Аношкине) — село, относится к Троицкому району Луганской области Украины.
Население по переписи 2001 года составляло 346 человек. Почтовый индекс — 92133. Телефонный код — 6456. Занимает площадь 1,184 км². Код КОАТУУ — 4425487502.
В селе находится начальная школа, почта, библиотека, медпункт, сельский клуб, магазин.

## Местный совет
92130, Луганськая обл., Троицкий р-н, с. Тополи, ул. Советская, 14.